# ジミー原田
ジミー 原田 （ジミー はらだ、1911年12月10日 - 1995年5月12日）は、日本のジャズドラマー。

## 来歴・人物
本名は原田 譲二（はらだ じょうじ）。神奈川県生まれ。1928年神戸ダンスホールの専属ドラマーとなった。1937年「ジミー・エバンス & ヒズ・オーケストラ」を結成。戦火が激しくなり、ジャズが禁止されると、コミックバンド『あひる艦隊』に参加し、糊口をしのぐ。終戦後、進駐軍相手にジャズ演奏を再開する。1970年に本拠地を東京都中央区銀座に移すまで関西を中心に音楽活動を続けた。その後戦前の音楽仲間とバンドを結成。晩年には「週刊賃貸住宅ニュース」（大建）のCMに出演し、ちょっとした話題になったこともある（当時「探偵!ナイトスクープ」でも『ジミー原田の謎』として取り上げられた）。80歳を過ぎるまで現役のジャズドラマーとして活動した。

## 家族・親族
長男はジャズドラマーで日本楽友会会長を務める原田イサム、次男はバリトン・サクソフォーン奏者の原田忠幸。孫はジャズドラマーでTHE SQUARE（現・T-SQUARE）結成時のオリジナルドラマーだった原田俊太郎（イサムの息子。スクェア在籍時は本名の原田俊一名義で活動）。ジミー・イサム・俊太郎は3代続けてジャズドラマーとなっている。

## テレビ出演
ドラマ
- 銀河テレビ小説 / 陽だまり横丁のラブソング（1984年、NHK）
- 世にも奇妙な物語 「言葉のない部屋」（1992年7月2日）

## ラジオ出演
- 森若香織のオールナイトニッポン（1988年 - 1990年、ニッポン放送）

CM
- 賃貸住宅ニュース（1989年、大建）

## 映画出演
- ねらわれた学園（1981年）